# Kreis Oschatz
Der Kreis Oschatz war ein Landkreis im Bezirk Leipzig der DDR. Von 1990 bis 1994 bestand er als Landkreis Oschatz im Freistaat Sachsen fort. Sein Gebiet liegt heute im Landkreis Nordsachsen in Sachsen. Der Sitz der Kreisverwaltung befand sich in Oschatz.

## Geographie

### Lage
Der Kreis lag im Übergangsraum vom Norddeutschen Tiefland zum Mittelsächsischen Hügelland.

### Wichtigste Orte
Die wichtigsten Orte des Kreises neben der Kreisstadt Oschatz waren die Städte Dahlen und Mügeln sowie die Gemeinden Ablaß, Cavertitz, Liebschütz, Naundorf, Schmannewitz, Sornzig und Wermsdorf.

### Nachbarkreise
Der Kreis Oschatz grenzte im Uhrzeigersinn im Norden beginnend an die Kreise Torgau, Bad Liebenwerda, Riesa, Döbeln, Grimma und Wurzen.

### Naturraum und Landschaft
Fast der gesamte nördliche Teil des Kreises gehörte zum Landschaftsschutzgebiet Dahlener Heide. Nach Süden schließt sich die mit Löß bedeckte Oschatzer Pflege an. Dieses von kleinen Tälern gegliederte Hügelland war waldfrei. Es stieg bis auf 213 m Höhe südlich von Mügeln an. Der Collmberg (312 m) bei Oschatz stellte die höchste Erhebung in Nordwestsachsen dar. Nach Westen schloss sich das Landschaftsschutzgebiet Wermsdorfer Wald an.

## Geschichte
Bereits 1874 war im Königreich Sachsen die Amtshauptmannschaft Oschatz eingerichtet worden, die 1939 in Landkreis Oschatz umbenannt wurde. Der Landkreis Oschatz gehörte nach 1945 zum Land Sachsen und somit seit 1949 zur DDR.
Durch das Gesetz über die weitere Demokratisierung des Aufbaus und der Arbeitsweise der staatlichen Organe in den Länder in der Deutschen Demokratischen Republik vom 23. Juli 1952 kam es in der DDR und den noch bestehenden fünf Ländern zu einer umfangreichen Kreisreform. So wurden am 25. Juli 1952 die Länder aufgelöst und 14 Bezirke eingerichtet. Hierbei wurden traditionelle Kreise aufgelöst oder in kleinere Kreise gegliedert. Der Kreis Oschatz wurde dem Bezirk Leipzig zugeordnet, Kreissitz wurde die Stadt Oschatz.
Der alte Landkreis Oschatz gab 26 seiner 88 Gemeinden ab:
- 11 Gemeinden an den Kreis Döbeln:

Auerschütz, Börtewitz, Gallschütz, Jahna, Kiebitz, Neusornzig, Jahna, Pulsitz, Schrebitz, Strocken und Zävertitz;
- 14 Gemeinden an den neugeschaffenen Kreis Riesa im Bezirk Dresden:

Bloßwitz, Canitz, Gohlis, Großrügeln, Jacobsthal, Kreinitz, Lorenzkirch, Mautitz, Oppitzsch, Plotitz, Seerhausen, Stauchitz, Strehla und Unterreußen;
- sowie die Gemeinde Canitz (1910 bis 1949 Canitz-Wusewitz) an den neugeschaffenen Kreis Wurzen.

Aus dem Hauptteil des Landkreises mit den 62 verbliebenen Gemeinden:
Ablaß, Altmügeln, Baderitz, Berntitz, Borna, Bucha, Calbitz, Casabra, Cavertitz, Clanzschwitz b. Strehla, Collm, Crellenhain, Dahlen, Ganzig, Gaunitz, Glossen, Grauschwitz, Gröppendorf, Großböhla, Hof, Hohenwussen, Kemmlitz, Kleinragewitz, Klingenhain, Kreina, Laas, Lampersdorf, Lampertswalde, Leckwitz, Leuben, Liebschütz, Limbach, Liptitz, Lonnewitz, Luppa, Mahlis, Malkwitz, Merkwitz, Mügeln, Naundorf, Nebitzschen, Niedergoseln, Ochsensaal, Olganitz, Oschatz, Querbitzsch, Raitzen, Reppen, Schlagwitz, Schmannewitz, Schmorkau, Schöna, Schönnewitz, Schweta, Sörnewitz, Terpitz, Thalheim, Treptitz, Wadewitz b. Mügeln, Wellerswalde, Wermsdorf und Zaußwitz.
- vergrößert um drei Gemeinden aus dem alten Landkreis Grimma:

Börln, Bortewitz und Frauwalde
- und drei  Gemeinden aus dem alten Landkreis Torgau (Land Sachsen-Anhalt):

Paußnitz, Schirmenitz und Wohlau
wurde so der neue Kreis Oschatz mit 68 Gemeinden gebildet.
Durch Umgliederungen über Kreisgrenzen hinweg und Gemeindegebietsveränderungen sank die Zahl der Gemeinden bis zur Auflösung des Kreises Ende Juli 1994 auf 13:
- 4. Dezember 1952 Umgliederung von Neusornzig und Sornzig aus dem Kreis Döbeln in den Kreis Oschatz
- 4. Dezember 1952 Umgliederung von Paußnitz aus dem Kreis Oschatz in den Kreis Riesa
- 4. Dezember 1952 Umgliederung von Wohlau aus dem Kreis Oschatz in den Kreis Torgau
- 1. April 1953 Umgliederung von Zävertitz aus dem Kreis Döbeln in den Kreis Oschatz
- 1. Januar 1957 Eingliederung von Kleinragewitz in Ganzig
- 1. Januar 1957 Eingliederung von Terpitz in Gaunitz
- 20. Juni 1957 Eingliederung von Kreina in Casabra
- 20. Juni 1957 Eingliederung von Wadewitz in Mahlis
- 1. April 1959 Eingliederung von Altmügeln, Berntitz, Crellenhain und Schlagwitz in Mügeln
- 1. Juli 1961 Eingliederung von Neusornzig in Baderitz
- 15. September 1961 Eingliederung von Klingenhain in Schirmenitz
- 1. Januar 1967 Eingliederung von Clanzschwitz und Liebschütz in Gaunitz
- 1. April 1967 Eingliederung von Schöna in Sörnewitz
- 1. Januar 1969 Eingliederung von Olganitz in Sörnewitz
- 1. April 1969 Eingliederung von Leckwitz in Laas
- 1. Januar 1973 Eingliederung von Grauschwitz in Ablaß
- 1. Januar 1973 Eingliederung von Casabra in Naundorf
- 1. Januar 1973 Eingliederung von Lonnewitz in Oschatz
- 1. Juli 1973 Eingliederung von Treptitz in Cavertitz
- 1. Juli 1973 Eingliederung von Nebitzschen in Glossen
- 1. Juli 1973 Eingliederung von Gröppendorf in Mahlis
- 1. Juli 1973 Eingliederung von Schönnewitz und Zaußwitz in Borna
- 1. Juli 1973 Eingliederung von Schweta in Niedergoseln
- 1. Juli 1973 Eingliederung von Zävertitz in Sornzig
- 1. August 1973 Eingliederung von Bortewitz in Börln
- 1. August 1973 Eingliederung von Leuben in Limbach
- 21. September 1973 Eingliederung von Querbitzsch in Ablaß
- 1. Januar 1974 Eingliederung von Lampersdorf in Collm
- 1. Januar 1974 Eingliederung von Raitzen und Reppen in Hof
- 1. Januar 1974 Eingliederung von Calbitz und Malkwitz in Luppa
- 1. Januar 1974 Eingliederung von Merkwitz, Schmorkau und Thalheim in Oschatz
- 1. Januar 1974 Eingliederung von Ochsensaal in Schmannewitz
- 1. Januar 1974 Eingliederung von Baderitz in Sornzig

Am 17. Mai 1990 wurde der Kreis in Landkreis Oschatz umbenannt. Anlässlich der Wiedervereinigung wurde der Kreis durch das Ländereinführungsgesetz dem wiedergegründeten Land Sachsen zugesprochen. Bis zur ersten Kreisgebietsreform in Sachsen wurde die äußere Struktur beibehalten. Bei dieser Kreisgebietsreform ging der Kreis am 1. August 1994 im Landkreis Torgau-Oschatz auf.

### Einwohnerentwicklung
| Jahr      | 1960   | 1971   | 1981   | 1989   |
| Einwohner | 57.064 | 55.342 | 52.457 | 51.045 |

## Wirtschaft
Im Agrarkreis Oschatz gab es Industrie nur in der Kreisstadt und in Mügeln. Die seit dem Ende des 19. Jahrhunderts in Oschatz entstandene Industrie stellte Waagen, Kinderbekleidung, Hausschuhe, Filzwaren, Öfen und Gasgeräte, Baustoffe und Zucker her. Der VEB Glasseidenwerk produzierte weitgehend aus den heimischen Rohstoffen Kaolin, Lehm und Quarzsand. Dieses einzige Werk seiner Art in der DDR entstand 1959. Südwestlich von Mügeln wurde bei Kemlitz die größte Kaolinlagerstätte der DDR abgebaut. Der VEB Keramik- und Ziegelwerke in Mügeln stellte Ofenkacheln und Ziegel her. Außerdem wurden in Mügeln Chemieprodukte, Maschinen und Künstlerfarben erzeugt. Die Landwirtschaft produziert auf den sandigen Böden im Raum Dahlen vorwiegend Kartoffeln, Roggen und Feldfutterpflanzen. Im Lößgebiet der Oschatzer Pflege und des Mügelner Ländchens werden Weizen und Zuckerrüben angebaut. Südwestlich von Mügeln hatte der Obstanbau seit 1950 erheblich zugenommen. Von Bedeutung war auch die Forstwirtschaft. Etwa ein Fünftel des Kreisgebietes wurde von den Forsten Reudnitz, Wermsdorf und Hubertusburg eingenommen.
Bedeutende Betriebe im Kreis waren unter anderen:
- VEB Waagenfabrik Oschatz
- VEB Elektrobau Oschatz
- VEB Kinderbekleidungswerk Oschatz
- VEB Kunststein und Betonwerk Oschatz
- VEB Löwenbrauerei Dahlen
- VEB Maschinenfabrik Mügeln
- VEB Chemiewerk Mügeln

## Verkehr
Durch die Haupteisenbahnstrecke Leipzig–Oschatz–Dresden und die parallel dazu verlaufende F 6 war der Landkreis Oschatz an das überregionale Verkehrsnetz angeschlossen. Am Südrand des Kreises führt die Autobahn A 14 Leipzig–Dresden entlang.

## Bevölkerungsdaten der Städte und Gemeinden
Bevölkerungsübersicht aller 30 Gemeinden des Kreises, die 1990 in das wiedergegründete Land Sachsen kamen.
| AGS      | Gemeinde                       | Einwohner  | Einwohner  | Fläche (ha) |
| AGS      | Gemeinde                       | 03.10.1990 | 31.12.1990 | 31.12.1990  |
| 14043010 | Ablaß                          | 1.025      | 1.018      | 1.163       |
| 14043030 | Börln                          | 984        | 968        | 1.573       |
| 14043040 | Borna                          | 1.578      | 1.566      | 1.790       |
| 14043060 | Bucha                          | 405        | 398        | 653         |
| 14043090 | Cavertitz                      | 635        | 634        | 1.101       |
| 14043100 | Collm                          | 507        | 510        | 809         |
| 14043110 | Dahlen, Stadt                  | 3.305      | 3.291      | 1.874       |
| 14043120 | Ganzig                         | 389        | 388        | 900         |
| 14043130 | Gaunitz                        | 551        | 546        | 1.333       |
| 14043140 | Glossen                        | 538        | 535        | 834         |
| 14043170 | Großböhla                      | 546        | 555        | 960         |
| 14043180 | Hof                            | 1.370      | 1.361      | 1.636       |
| 14043190 | Hohenwussen                    | 415        | 405        | 810         |
| 14043200 | Kemmlitz                       | 230        | 226        | 217         |
| 14043210 | Laas                           | 980        | 978        | 1.800       |
| 14043230 | Lampertswalde                  | 631        | 635        | 897         |
| 14043260 | Limbach                        | 391        | 385        | 648         |
| 14043270 | Liptitz                        | 398        | 403        | 539         |
| 14043290 | Luppa                          | 2.198      | 2.177      | 3.244       |
| 14043300 | Mahlis                         | 743        | 736        | 836         |
| 14043330 | Mügeln, Stadt                  | 4.622      | 4.586      | 920         |
| 14043340 | Naundorf                       | 1.108      | 1.097      | 1.243       |
| 14043360 | Niedergoseln (ab 1992 Schweta) | 1.025      | 1.020      | 1.386       |
| 14043390 | Oschatz, Stadt                 | 19.001     | 18.909     | 4.881       |
| 14043430 | Schirmenitz                    | 509        | 506        | 1.383       |
| 14043440 | Schmannewitz                   | 770        | 773        | 2.760       |
| 14043480 | Sörnewitz                      | 671        | 655        | 2.637       |
| 14043490 | Sornzig                        | 1.200      | 1.199      | 975         |
| 14043520 | Wellerswalde                   | 569        | 563        | 1.019       |
| 14043530 | Wermsdorf                      | 3.015      | 3.010      | 5.017       |
| 14043000 | Landkreis Oschatz              | 50.309     | 50.033     | 45.837      |

## Kfz-Kennzeichen
Den Kraftfahrzeugen (mit Ausnahme der Motorräder) und Anhängern wurden von etwa 1974 bis Ende 1990 dreibuchstabige Unterscheidungszeichen, die mit dem Buchstabenpaar SW begannen, zugewiesen. Die letzte für Motorräder genutzte Kennzeichenserie war ST 00-01 bis ST 07-60.
Anfang 1991 erhielt der Landkreis das Unterscheidungszeichen OZ. Es wurde bis zum 31. Juli 1994 ausgegeben. Aufgrund der Kennzeichenliberalisierung ist es seit dem 9. November 2012  im Landkreis Nordsachsen erhältlich.